# Bijpur
Bijpur is een census town in het district Sonbhadra van de Indiase staat Uttar Pradesh. De plaats ligt aan het Govind Ballabh Pant Sagar, een van de grootste stuwmeren van India, tegen de grens met de staat Madhya Pradesh.

## Demografie
Volgens de Indiase volkstelling van 2001 wonen er 9232 mensen in Bijpur, waarvan 53% mannelijk en 47% vrouwelijk is. De plaats heeft een alfabetiseringsgraad van 72%.